# Ongayo
Ongayo es una localidad del municipio de Suances (Cantabria). Está situado en la parte central del municipio. Está a una distancia de 3 kilómetros de Suances y se asienta a 103 metros de altitud. Cuenta con 228 habitantes (INE, 2023). Limita con las localidades de Puente Avíos, Tagle, Suances, Cortiguera e Hinojedo.
A destacar de esta localidad la iglesia de Santiago Apóstol. Fue construida en la primera mitad del siglo XVIII (de 1728 a 1730 el camarín y la capilla mayor; de 1730 a 1733 el tramo central de la nave y la portada; y de 1733 a 1734 el último tramo de la nave y la torre). Junto al templo se halla el cementerio con portada decimonónica.
La primera referencia escrita de Ongayo aparece en el año 1026. En 1835 se produjo una reordenación que dio lugar al Ayuntamiento de Ongayo. Posteriormente, en 1890, la Diputación Provincial aprobó el traslado y cambio de sede y se estableció en la villa en Suances, donde hoy sigue. [cita requerida]
En el año 1925 se encontró en el pico Dobra un ara dedicada al dios cántabro Erudinus, fechada en el año 399 d. C. En ella aparece el gentilicio plural de origen celta Aunigainum, que hace referencia a un clan prerromano usado también como topónimo y que por transformación se convierte en Aun(i)gainu / Unganiu / Ungañu / Ungayu / Ongayo.[cita requerida]
Son célebres la 'brujas d`Ungayu, pertenecientes a la mitología cántabra y que no tienen consideración negativa alguna.[cita requerida]